# Anja Ronacher
Anja Ronacher (* 19. Dezember 1979 in Salzburg) ist eine österreichische bildende Künstlerin.

## Leben und Werk
Ronacher wuchs in Abtenau auf. Nach Abschluss der Matura an der Höheren Technischen Lehranstalt für Bildnerische Gestaltung in Graz studierte sie zunächst Bühnen- und Filmgestaltung an der Universität für Angewandte Kunst in Wien, wo sie 2005 mit einem Master abschloss. Ab 2002 war sie für zehn Jahre im Bereich Ausstattung für Filme tätig und arbeitete unter anderem für Raúl Ruiz und Sebastian Meise.
2006 ging sie nach London, um am Royal College of Art bei Olivier Richon Fotografie zu studieren, 2008 erlangte sie ihren Master in Fine Art Photography.

## Ausstellungen (Auswahl)

### Einzelausstellungen
- 2013: Void, 21er Raum, Belvedere21, Wien
- 2016: The Open, Kunstverein Salzburg
- 2018: Answer To Job, Museum der Vučedol-Kultur Vukovar

### Gruppenausstellungen
- 2015: Tu M'Aimes, Recontres de Bamako, Mali
- 2017: BC21 Kunstpreis, Belvedere 21, Wien
- 2019: Lentos, Linz
- 2021: Krinzinger Schottenfeld, Wien
- 2022: Shaping Time, Belvedere 21, Wien

## Preise (Auswahl)
- 2015: Förderpreis, Land Salzburg und Salzburger Kunstverein
- 2016: Jahresstipendium, Land Salzburg